# Microbisium brevipalpe
Espèce
Synonymes
- Obisium brevipalpe Redikorzev, 1922

Microbisium brevipalpe est une espèce de pseudoscorpions de la famille des Neobisiidae.

## Distribution
Cette espèce est endémique de l'oblast du Kamtchatka en Russie.

## Systématique et taxinomie
Cette espèce a été décrite sous le protonyme Obisium brevipalpe par Redikorzev en 1922. Elle est placée dans le genre Microbisium par Beier en 1932.

## Publication originale
- Redikorzev, 1922 : Pseudoscorpions nouveaux. II. Ezhegodnik Zoologicheskago Muzeya, vol. 23, p. 257-272.